# Comuna Turoveț
Turoveț (în ucraineană Туровецька сільська рада) este o comună în raionul Jîtomîr, regiunea Jîtomîr, Ucraina, formată din satele Buimîr, Hrabivka, Lisivșciîna, Moșkivka și Turoveț (reședința).

## Demografie
Componența lingvistică a comunei Turoveț
     Ucraineană (97,09%)
     Rusă (2,18%)
     Alte limbi (0,24%)
Conform recensământului din 2001, majoritatea populației comunei Turoveț era vorbitoare de ucraineană (97,09%), existând în minoritate și vorbitori de rusă (2,18%).